# Santuario della Madonna della Bocciola
Il santuario della Madonna della Bocciola si trova a Vacciago, frazione di Ameno in provincia e diocesi di Novara. 

## Storia

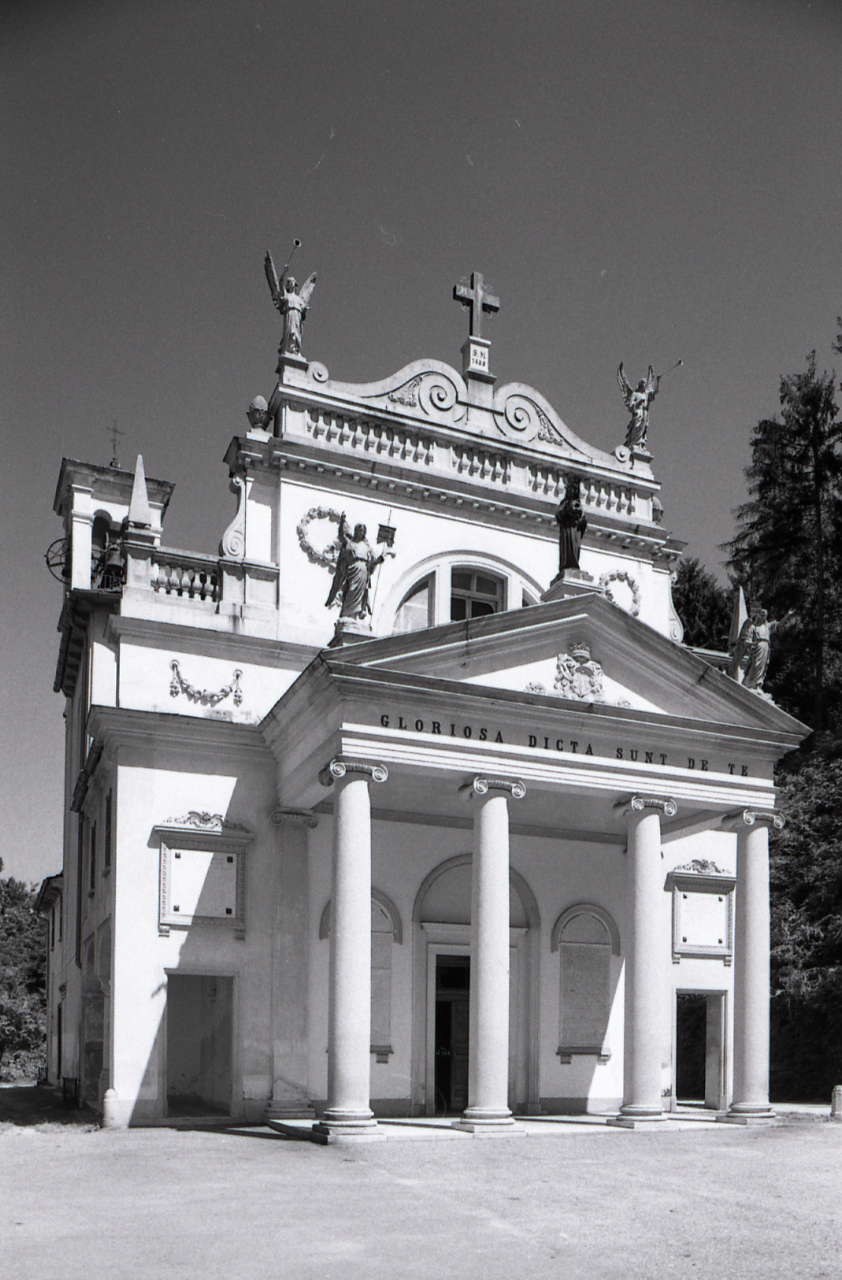
La facciata in una foto di Paolo Monti

Il santuario ricorda quello che la Chiesa cattolica considera un miracolo: l'apparizione di Maria ad una pastorella di nome Giulia Manfredi nel 1543. 
Secondo la tradizione religiosa la Madonna promise, tramite la veggente, favori dal Cielo qualora gli abitanti di questo paesino, situato sulla riviera orientale del Lago d'Orta, avessero pregato e si fossero astenuti dal lavoro il sabato, in preparazione alla domenica. Gradualmente il santuario crebbe e prese la forma attuale in stile neoclassico.